# Gare de Tát
La gare de Tát (en hongrois : Tát vasútállomás) est une halte ferroviaire hongroise, située à Tát.